# Giulio Castagnoli
Giulio Castagnoli (Rome, 22 novembre 1958) est un compositeur italien contemporain.

## Biographie
Diplômé en composition et piano au conservatoire Giuseppe Verdi de Turin, Giulio Castagnoli s'est perfectionné depuis à la Hochschule für Musik de Freiburg avec Brian Ferneyhough (1984-1986) et avec Franco Donatoni à l'Accademia nazionale di Santa Cecilia à Rome (1987).
Il est professeur de Composition au Conservatoire et à l’Université de Turin. Ses œuvres ont remporté de nombreux prix internationaux. Il a également obtenu une bourse du Berliner Programme du DAAD (Deutscher Akademischer Austauschdienst) et du Sénat de Berlin où il a résidé en 1998-99. 
Il a composé des pièces commandées par le Stanford Chamber Orchestra (USA), la Ville de Genève, Radio France, la Radio Suisse Romande, la RAI (Radio Télévision Italienne), et d’importants ensembles et solistes italiens ou étrangers (Elision Ensemble de Melbourne, Antidogma Ensemble de Turin, Divertimento Ensemble de Milan, Het Trio d’Amsterdam et l'Experimental Studio de la Sudwestfunk). 
La Biennale Musicale de Venise et la Radio SFB de Berlin lui ont consacré des concerts monographiques. Luciano Berio a dirigé sa musique. Ses essais sur la musique et ses analyses (notamment sur l’œuvre de Giacinto Scelsi) sont publiés en Italie et en Allemagne.